# It Only Takes a Minute
Singles de Tavares
Remember What I Told You to Forget
(1975) Free Ride
(1975)
It Only Takes a Minute est une chanson originellement enregistrée par le groupe américain Tavares (constitué par les frères Tavares). Le groupe l'a sortie en 1975 en single et sur l'album intitulé In the City.
Cette version originale a atteint la 10e place aux États-Unis (dans le Hot 100 de Billboard).

## Version de Take That
Singles de Take That
Once You've Tasted Love
(1992) I Found Heaven
(1992)
Clip vidéo
[vidéo] « It Only Takes a Minute », sur YouTube
La chanson a été notamment reprise par le boys band anglais Take That. Leur version est incluse dans leur premier album studio, Take That & Party, sorti (en Royaume-Uni) le 17 août 1992.
À la fin de mai 1992, environ deux mois et demi avant la sortie de l'album, la chanson a été publiée en single. C'était le quatrième single qui serait inclus dans cet album, après Do What U Like, Promises et Once You've Tasted Love.)
Le single a débuté à la 16e place du hit-parade britannique (pour la semaine du 31 mai 1992 au 6 juin 1992), pointant à la 7e place pour la semaine du 21 au 27 juin.